# Witkeelbijeneter
De witkeelbijeneter (Merops albicollis) is een bijeneter die broedt in de zuiden van de Sahara, Afrika. In de winter emigreert hij naar de bosgebieden van Senegal tot Oeganda.

## Kenmerken
De vogel is (inclusief verlengde staartpennen van maximaal 12 cm lengte), 20 cm lang en weegt 20 tot 32 gram. Deze bijeneter heeft een wit "gezicht" waarin een brede zwarte streep over de kruin en een brede zwarte oogstreep duidelijk contrasteren. De nek is van achter okerkleurig en dit oker loopt door tot op de rug waar het geleidelijk overgaat in een groene kleur. De stuit en de staart zijn blauw. Het mannetje en het vrouwtje verschillen weinig, alleen de verlengde staartpennen van het vrouwtje zijn wat korter (max. 8,5 cm).  De vogel heeft een zwarte borstband, daaronder is de borst lichtgroen dat geleidelijk overgaat in een witte buik. De vleugelpennen zijn weer okerkleurig. Ringmaat van deze vogelsoort is 3,2 mm. 

## Verspreiding en leefgebied
De vogel broedt in een smalle zone onder de Sahara die loopt van Mauritanië tot Jemen en zuidelijk tot het noordwesten van Kenia. De vogel verblijft buiten het broedseizoen zuidelijker in West-Afrika en het Kongogebied.
Het leefgebied in de broedtijd bestaat uit schaars met bomen bezette steppe en droge rivierbeddingen met doornig struikgewas. Buiten de broedtijd komt de vogel voor langs bosranden, in bossavanne, agrarisch gebied met vruchtbomen, grote tuinen en ook mangrovebos.

## Status
De grootte van de populatie is niet gekwantificeerd maar de vogel is algemeen en plaatselijk zelfs talrijk. Men veronderstelt dat de soort in aantal stabiel is. Om deze redenen staat de witkeelbijeneter als niet bedreigd op de Rode Lijst van de IUCN.